# Königseggwald
Königseggwald è un comune tedesco di 709 abitanti situato nel land del Baden-Württemberg.